# 마이클 커리
마이클 커리(Michael Currie, 1928년 7월 24일 ~ 2009년 12월 22일)는 미국의 배우, 텔레비전 배우이다.
킹스턴에서 태어났다.

## 영화
- 지. 아이. 제인 (1997년)
- 더 페이스 (1993년)
- 데블린 (1992년)
- 살인의 그늘 (1992년)
- 전쟁과 절망 (1988년)
- 더티 해리 5 - 추적자 (1988년) - 도넬리 역
- 살의 (1985년)
- 탐정 스펜서 (1985년)
- 필라델피아 특명 (1984년)
- 할로윈 3 (1983년)
- 더티 해리 4 - 써든 임팩트 (1983년)
- 치어스 (1982년)
- 매 웨스트 (1982년)
- 에어플레인 2 (1982년)
- 파이어폭스 (1982년)
- 죽음과 매장 (1981년)
- 히로시마 원폭투하대 (1980년)
- 러빙 커플스 (1980년)
- 사랑의 심판 (1980년)